# Timothy Spall
Timothy Leonard Spall (Londres, 27 de febrero de 1957) es un actor británico. Es famoso por interpretar a Peter Pettigrew en la saga cinematográfica de Harry Potter.

## Biografía

### Inicios
Spall, el tercero de cuatro hijos, nació en Battersea, Londres; su padre, Joe, era trabajador postal, y su madre, Sylvia, peluquera. Se formó en el National Youth Theatre y en la Royal Academy of Dramatic Arts, donde obtuvo la Medalla de Oro Bancroft como el actor más prometedor del año. Su hermano, Matthew, es el director de estudio de la compañía de juegos de ordenador Morpheme.

### Carrera
Es un rostro popular del cine, de la televisión y del teatro desde hace muchos años por su papel de Barry en la larguísima serie de la BBC titulada Auf Wiedersehen, Pet (1983-2004).
Inició su trayectoria en el cine en Quadrophenia (1979), y a continuación en The Sheltering Sky de Bernardo Bertolucci, Cazador blanco, corazón negro, de Clint Eastwood, y es quizás el actor que más veces ha trabajado con Mike Leigh, pues ha intervenido en cinco de las más aplaudidas películas de este renombrado realizador incluidas Topsy Turvy, Life Is Sweet y Secretos y mentiras.
Otros títulos destacables de su filmografía son Rock Star; El último samurái; Lemony Snicket's A Series of Unfortunate Events; su papel de Peter Pettigrew "Colagusano" en las películas de Harry Potter; Encantada: La Historia de Giselle; Sweeney Todd; The Damned United; El discurso del rey.
El 31 de diciembre de 1999 fue nombrado oficial de la Orden del Imperio Británico.

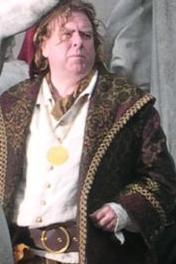
Spall durante la filmación de Encantada: La Historia de Giselle en Nueva York, en 2007.

### Vida personal
Spall está casado y tiene tres hijos: Mercedes, Pascale y Rafe, quien también es actor. Vive en una gran propiedad situada en Forest Hill, un suburbio del sureste de Londres. En 1996 a Spall le fue diagnosticada leucemia mieloide crónica, pero desde entonces ha estado en fase asintomática. Sobre su enfermedad, Spall ha expresado:
No sabía lo que me había enfermado, pero el estrés tiene algo que ver con ello y el punto ahora es enfrentar al estrés. Hizo darme cuenta de las cosas y llegar a ser más selectivo. Estoy menos preocupado por el empleo. Realmente hago mi trabajo, por lo cual no estoy tenso en el set, porque realmente no sé lo que estoy haciendo.

## Filmografía parcial
- Quadrophenia (1979)
- La prometida (1985)
- Dutch Girls (1985)
- Gothic (1986)
- El Sueño del Demonio (1988)
- La vida es dulce (1990)
- Refugio para el amor (1990)
- 1871 (1990)
- Secretos y mentiras (1996)
- Hamlet (1996)
- Our Mutual Friend (1996)
- Siempre locos (1998)
- Topsy-Turvy (1999)
- Shooting the Past (1999)
- Trabajos de amor perdidos (2000)
- Chicken Run (2000) Voz
- Vatel (2000)
- The Old Man Who Read Love Stories (2001)
- Vanilla Sky (2001)
- Intimacy (2001)
- Perfect Strangers (2001)
- Rock star (2001)
- Vacuuming Completely Nude In Paradise (2001)
- Todo o nada (2002)
- Nicholas Nickleby (2002)
- El último samurái (2003)
- My House in Umbria (2003)
- El desquite (2003)
- Harry Potter y el prisionero de Azkaban (2004)
- Lemony Snicket's A Series of Unfortunate Events (2004)
- Mr Harvey Lights a Candle (2005)
- Harry Potter y el cáliz de fuego (2005)
- Pierrepoint (2005)
- Grand Theft Auto: Vice City Stories (2006)
- Encantada: La Historia de Giselle (2007)
- Sweeney Todd (2007)
- Jackboots on Whitehall (2008)
- El último gran mago (2008)
- Appaloosa (2008)
- Harry Potter y el misterio del príncipe (2009)
- Heartless (2009)
- Flor del desierto (2009)
- The Damned United (2009)
- Harry Potter y las Reliquias de la Muerte: parte 1 (2010)
- Alicia en el país de las maravillas (2010)
- El discurso del rey (2010)
- Harry Potter y las Reliquias de la Muerte: parte 2 (2011)
- Wake Wood (2011)
- The Rise (2012)
- Un amor entre dos mundos (2012)
- Love Punch (película) (2013)
- Mr. Turner (2014)
- Denial (2016)
- Electric Dreams (Serie de TV, 2017). Episodio "The Commuter", como Ed Jacobson.
- The Party
- Early Man (2018)
- Mrs Lowry & Son (2019)
- Nieva en Benidorm (2020)
- The Last Bus (2021)
- Los crímenes de la academia (2022)
- This Is Christmas* (2022)

## Premios
Premios BAFTA
| Año  | Categoría                 | Película                              | Resultado |
| ---- | ------------------------- | ------------------------------------- | --------- |
| 1997 | Mejor actor               | Secretos y mentiras                   | Candidato |
| 1998 | Mejor actor de televisión | Our Mutual Friend                     | Candidato |
| 1999 | Mejor actor de reparto    | Topsy-Turvy                           | Candidato |
| 1999 | Mejor actor de televisión | Shooting the Past                     | Candidato |
| 2001 | Mejor actor de televisión | Vacuuming Completely Nude in Paradise | Candidato |

Festival Internacional de Cine de Cannes
| Año  | Categoría   | Película   | Resultado |
| ---- | ----------- | ---------- | --------- |
| 2014 | Mejor actor | Mr. Turner | Ganador   |